# Iljuschin Il-2
Die Iljuschin Il-2 „Schturmowik“ (russisch Ильюшин Ил-2 'Штурмовик', Schlachtflugzeug) ist ein ein- oder zweisitziges, einmotoriges, stark gepanzertes Schlachtflugzeug, das im Zweiten Weltkrieg von den sowjetischen Luftstreitkräften (WWS) eingesetzt wurde. Es ist eines der meistgebauten Flugzeuge der Welt. Die Hauptaufgabe dieses Flugzeugs war die Bekämpfung gepanzerter Fahrzeuge, obwohl es auch gegen „weiche Ziele“ eingesetzt wurde. Die Sowjets selbst nannten es „Fliegenden Panzer“ oder liebevoll „Iljuscha“. Von deutschen Jagdpiloten wurde die Il-2 auch „Betonflugzeug“ genannt, da sie direkte Treffer einer 20-mm-Kanone überstehen konnte und mit Maschinengewehren kaum abzuschießen war.

## Geschichte

### Entwicklung

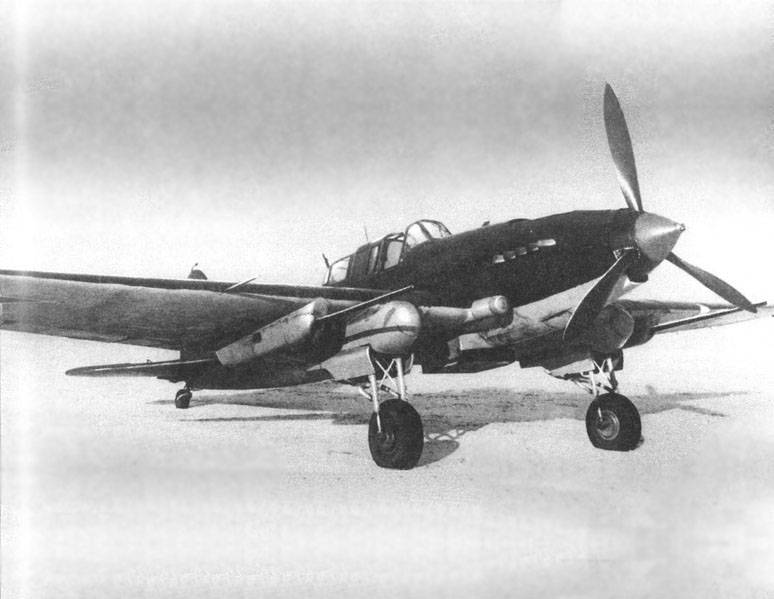
Il-2M3 mit 37-mm-Maschinenkanonen (Moskau, März 1943)

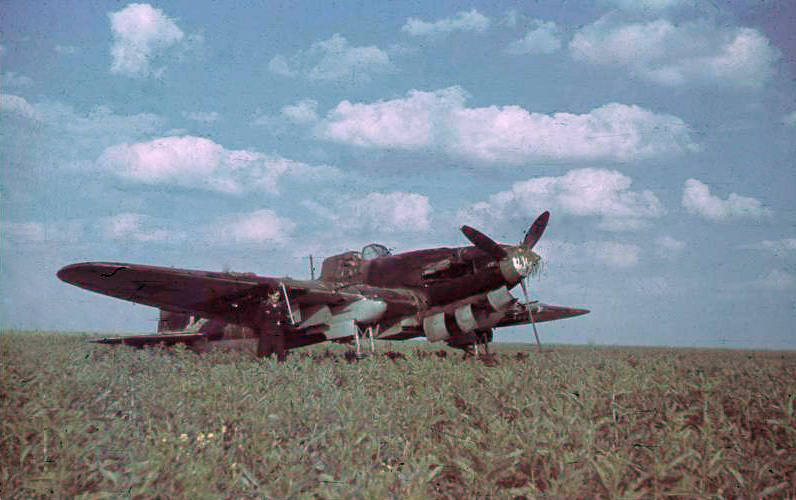
Notgelandete Il-2, Ukraine im September 1942

Der Entwurf beruhte auf einem Aufruf Josef Stalins zur Entwicklung eines Mehrzweckflugzeuges für die sowjetischen Luftstreitkräfte aus dem Jahre 1936. Es sollte die Bezeichnung „Iwanow“ erhalten. Obwohl sich Sergej Iljuschin an diesem Wettbewerb offiziell nicht beteiligte, begann er, Studien über ein solches Flugzeug durchzuführen. Kern dieser Überlegungen war es, eine optimale Kombination aus Masse, Panzerung, Feuerkraft und Geschwindigkeit zu erzielen. Revolutionär war hier die Überlegung, die Panzerung als Teil der Struktur des Flugzeuges auszuführen. Im Gegensatz zu anderen gleichzeitigen Entwicklungen besaß das Flugzeug keine herausnehmbaren Panzerplatten, die dünner ausgeführt werden mussten, um Gewicht zu sparen. 1938 waren seine Überlegungen so weit gediehen, dass er in einem Brief an den Zentralrat der KPdSU vom 27. Januar 1938 darum bat, ihn mit der Konstruktion zu beauftragen. Sein Vorschlag wurde angenommen und am 5. Mai offiziell bewilligt.
Im Januar 1939 wurden die technischen Anforderungen an das Modell herausgegeben und der Bau des ersten Versuchsmusters begann. Die Arbeiten konnten noch im selben Jahr abgeschlossen werden, so dass Testpilot Wladimir Kokkinaki am 2. Oktober 1939 mit der ZKB-55 zum Erstflug startete (ZKB = Zentrales Konstruktionsbüro). Eine zweite ZKB-55 flog am 30. Dezember 1939. Als Antrieb der zweisitzigen Maschine diente ein V12-Motor Mikulin AM-35. Die Werkserprobung war am 26. März 1940 abgeschlossen und die ZKB-55 begann im NII (Forschungsinstitut der WWS) die staatliche Erprobung. Sie dauerte vom 1. bis zum 20. April und bescheinigte dem Typ die Eignung als Schlachtflugzeug. Als militärische Bezeichnung wurde das Kürzel BSch-2 vergeben (russisch für gepanzertes Schlachtflugzeug). Allerdings wurde von der Militärkommission die geringe Geschwindigkeit von 362 km/h aufgrund der geringen Leistungsfähigkeit des AM-35 in niedrigen Höhen bemängelt. Auf Bitte Iljuschins begann der Triebwerkskonstrukteur Mikulin deshalb in Eigeninitiative die Entwicklung des leistungsstärkeren AM-38, die noch im selben Jahr abgeschlossen wurde.
Als die Vorbereitungen zum Bau einer kleinen Vorserie fast abgeschlossen waren, erging plötzlich die Forderung, die BSch-2 zum Einsitzer umzurüsten, da ein nach hinten feuernder Bordschütze als überflüssig angesehen wurde. Iljuschin baute deshalb die erste ZKB-55 dementsprechend um und ersetzte gleichzeitig den AM-35 durch den AM-38. Die Erprobung erfolgte als ZKB-57 vom 12. bis zum 22. Oktober 1940. Das Flugzeug erreichte dabei dank des stärkeren Motors in Bodennähe 423 km/h. Die Militärs erkannten jedoch die Notwendigkeit eines solchen Flugzeuges nicht und so erfolgte kein Auftrag zur Serienproduktion. Erst nach einem Treffen von Iljuschin und Mikulin mit Stalin im Dezember 1940 wurde von diesem persönlich der Bau angeordnet.
Die Vorbereitungen zur Serienfertigung begannen nach einigen Änderungen im Januar 1941 im Flugzeugwerk 18 in Woronesch unter der Bezeichnung ZKB-55P. Noch im selben Monat erhielt das Flugzeug die offizielle Bezeichnung Il-2. Die staatliche Erprobung der ZKB-55P/Il-2 dauerte vom 28. Februar bis zum 20. März 1941 und wurde durch A. Dolgow durchgeführt. Parallel dazu begann im Februar die Serienfertigung. Der Erstflug der ersten Serien-Il-2 erfolgte am 10. März 1941. Bis zum Kriegsbeginn am 22. Juni 1941 wurden 249 Il-2 an die WWS geliefert (zwei im März, 14 im April, 74 im Mai, 159 im Juni). Kurz darauf erfolgte die Verlegung des Werkes nach Kuibyschew. Noch im Herbst desselben Jahres war die Evakuierung abgeschlossen und die Il-2 wurde von da an in stetig steigenden Zahlen den ganzen Krieg hindurch hergestellt und an die Fronteinheiten geliefert. Das ebenfalls nach Kuibyschew evakuierte Moskauer Werk Nr. 1 wurde ebenso in den Bau mit eingebunden wie das 1942 auf dessen alten Standort eingerichtete Werk Nr. 30. Im Jahr 1945 wurde die Produktion auf das Nachfolgemodell Il-10 umgestellt.

### Konstruktion
Die Il-2 war in Gemischtbauweise konstruiert, Stahl und Aluminium am Vorderrumpf und Tragflächen, der Hinterrumpf aus geklebten Holzschalen und stoffbespannten Rudern am Leitwerk.
Der Pilot sowie wichtige Teile der Technik wie Motor, Kühlung und Treibstofftanks waren bei den frühen Versionen mit bis zu 7 mm, später mit bis zu 12 mm starkem Panzerstahl geschützt. Allein 15 Prozent des Gesamtgewichts entfielen auf die starke Panzerung (nach anderen Angaben sogar bis zu 19,3 Prozent), die Motor, Tank, Besatzung und Kühlsystem schützte. Die Kabine selbst war nach vorn durch ein 64 mm starkes Panzerglas K-4 geschützt. Die Panzerwanne (sie machte etwa 15 Prozent der Flugzeugmasse aus) war integraler Bestandteil der Flugzeugkonstruktion und im Unterschied zu anderen Entwicklungen jener Zeit nicht separat montiert. Durchbrochen wurde sie unter dem Rumpf für die Kühler. Durch diese Panzerung war das Flugzeug mit MG-Beschuss kaum zu bekämpfen. Auch größere Kaliber führten nicht unbedingt zum Erfolg, da die Geschosse je nach Aufprallwinkel häufig abprallten. Die bei späteren Versionen wieder hinzugefügte Kabine für den Bordschützen war jedoch nicht in die Panzerung eingeschlossen und erhielt nach hinten nur eine 6-mm-Panzerplatte.
In der ersten Etappe des Krieges wurden Treibstofftanks aus Metall eingebaut, bei denen nach wenigen Tagen Risse an den Schweißstellen auftraten. Bei Geschosstreffern verhinderte der Grat an der Austrittsöffnung, dass die Gummischicht, die den Tank umschloss, sich wieder zusammenzog. Daraufhin entwickelte man Tanks aus einer speziellen Papiersorte, sogenanntem Blattfiber, die bei Beschusstests mit dem Kaliber 7,92 mm sowie 13-mm-Granaten selbst bei 17 Treffern noch dicht hielten. Sie sparten zusätzlich noch 56 Kilogramm Metall je Flugzeug ein. Nach und nach erhielten alle sowjetischen Flugzeuge solche Tanks.

### Einsatz

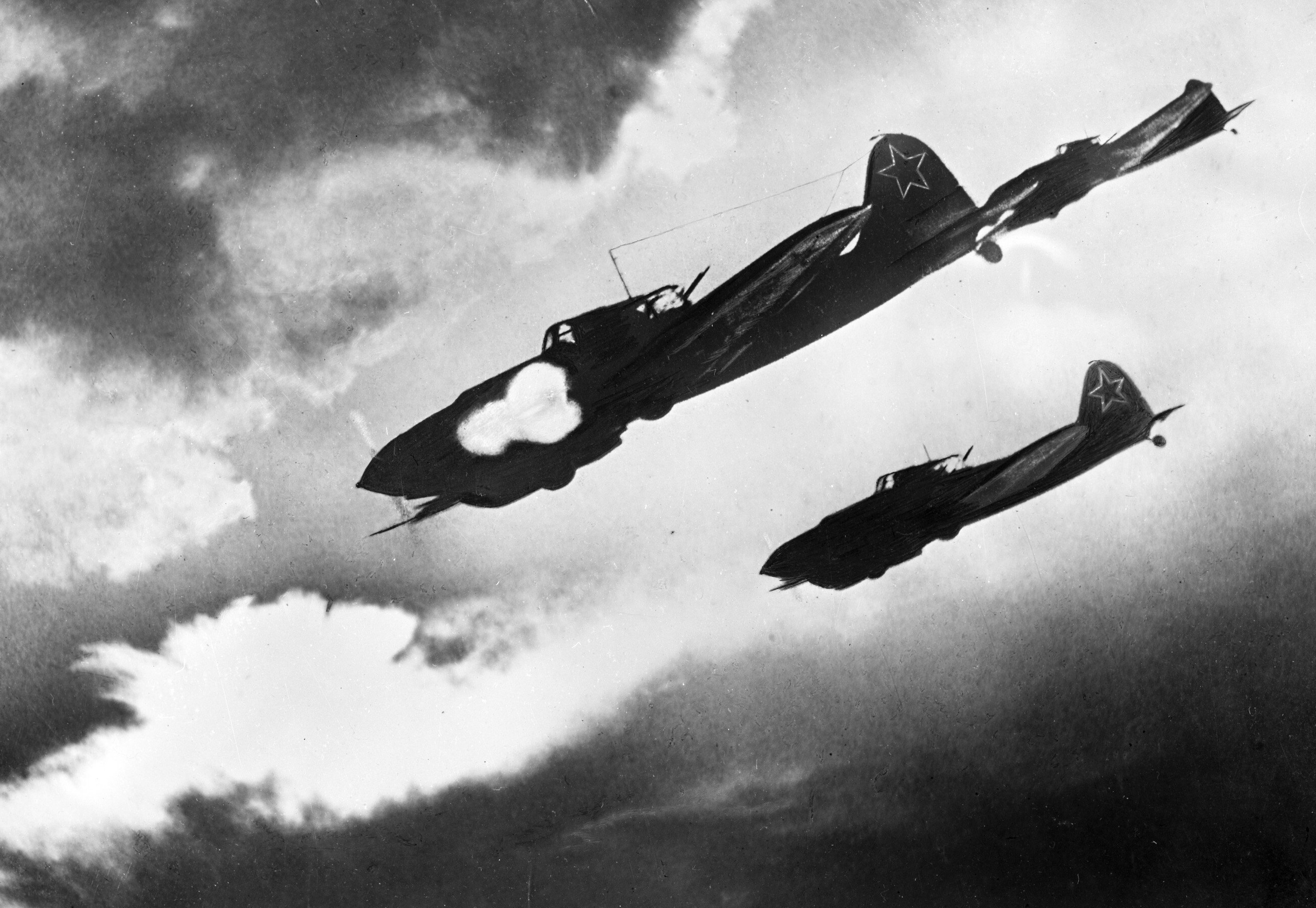
Il-2M3 bei der Schlacht um Kursk (Juli 1943)

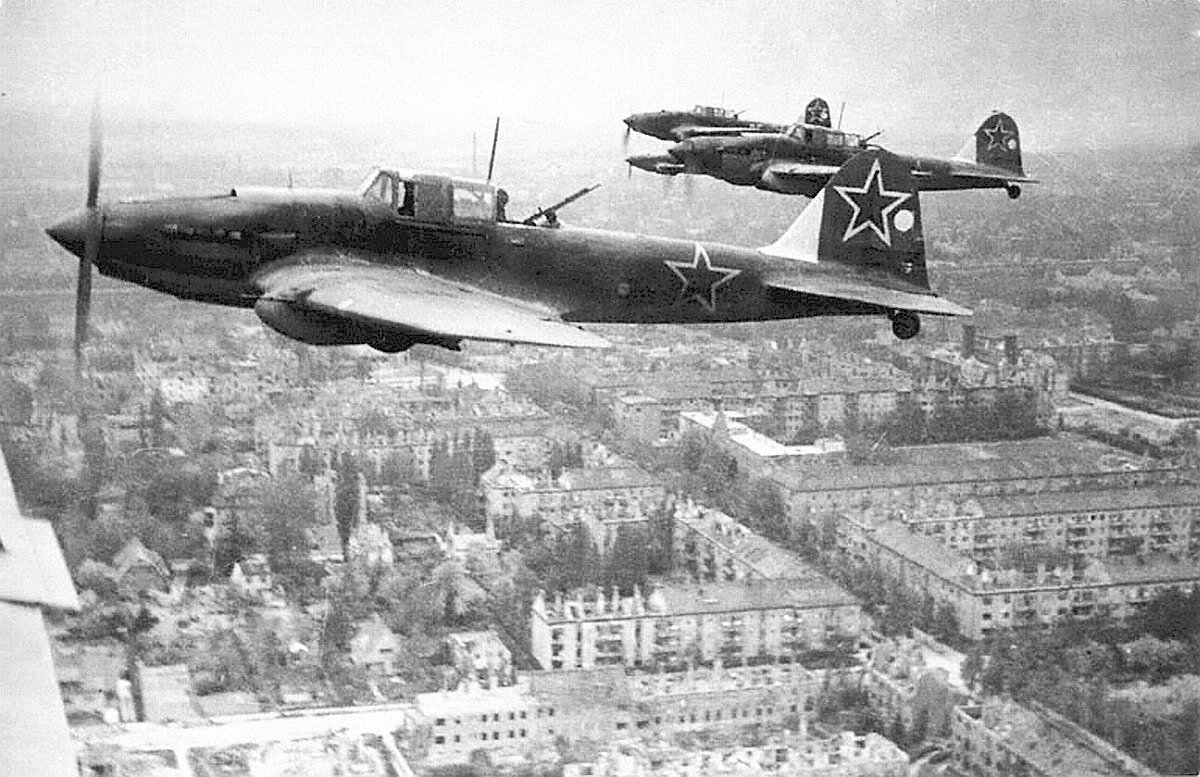
Il-2M3 über Berlin (Mai 1945)

Bei den ersten Kämpfen erlitten Il-2-Verbände größere Verluste, bedingt durch den fehlenden Jagdschutz und die mangelnde Verteidigungsfähigkeit nach hinten. Dazu kam, dass die Piloten die Umschulung auf die Maschine noch nicht beendet und keine Waffen getestet hatten sowie eine Einsatztaktik für die Maschinen fehlte. So griff am 27. Juni 1941 das 4. Schlachtfliegerregiment (das zu diesem Zeitpunkt über 63 Maschinen verfügte) erstmals mit Il-2 eine deutsche Panzerkolonne an. Bis zum 2. Juli verlor das Regiment 20 Piloten und 44 Il-2. Bis zum Ende 1941 gingen von den 1500 an die Luftstreitkräfte gelieferten Maschinen 1100 verloren, wobei sich auch der Verlust an Piloten katastrophal auswirkte. So wurden die Verluste durch nur wenige Stunden auf der Maschine geschulte Piloten ersetzt, die teilweise nur geradeaus fliegen und mit Mühe starten und landen konnten. Ein Waffeneinsatz wurde nicht gelehrt und so wurden viele schon beim ersten Einsatz abgeschossen. Vom Boden ging von der 20-mm- und 37-mm-Flak eine hohe Gefahr aus. In der Luft erzielten die deutschen Jäger wegen des fehlenden Schutzes nach hinten und der mangelhaften Ausbildung der Piloten (ihnen blieb nur die Flucht im Tiefstflug) beim Angriff von seitlich oder hinten unten sowie aus kurzer Entfernung auf die ungeschützte Heckseite hohe Abschussquoten. Im Februar 1942 wurde darum beschlossen, die Il-2 entsprechend Iljuschins früheren Entwürfen wieder zum Zweisitzer umzubauen. Die Erprobung dieses als Il-2M bezeichneten Modells erfolgte im März desselben Jahres, gleichzeitig wurde der stärkere AM-38F-Motor eingebaut. Die WWS erhielten diese Il-2 ab September/Oktober 1942. Die Maschine verfügte unter anderem über zwei in den Flügeln eingebaute 23-mm-Kanonen; deren Granaten waren in der Lage bis zu 25 mm dicke Stahlplatten zu durchschlagen. Als Waffe für den Bordschützen diente ein Beresin-UBT-Maschinengewehr im Kaliber 12,7 mm. Da die Panzerung für diesen unzureichend war, ergaben sich hohe Verluste. So wurden im Laufe des Krieges fast dreimal so viele Schützen wie Piloten getötet.
Der Oberbefehlshaber der Luftflotte 2 Albert Kesselring berichtet dagegen aus seiner Zeit an der Ostfront bis Ende 1941, dass von den Heeresverbänden laufend Einsätze von Jagdfliegern gegen die „recht wirkungsvollen“ und „sehr brauchbaren“ sowjetischen Schlachtflieger angefordert wurden, aber diese wegen fehlender Waffenwirkung kaum Erfolg hatten und nur zur Beruhigung der Erdtruppe geflogen wurden.
Laut Walter A. Musciano war die Il-2 sehr schwer abzuschießen. Für die deutschen Jagdflieger war es ein mühseliges Unterfangen eine Il-2 anzugreifen, da sie so tief und langsam flog und das sehr großkalibrige MG des Heckschützen, selbst wenn es nicht traf, den Angreifer entnervte.
Ab August 1942 liefen die ersten Maschinen des verbesserten Modells Il-2M-3, die leistungsfähigste Version des Typs, den Luftstreitkräften zu. Sie besaß verbesserte Flugeigenschaften und war an den gepfeilten Außenflügeln erkennbar. Sie war die am meisten produzierte Il-2-Version; der Höchststand an verfügbaren Maschinen – etwa 10.000 Exemplare – wurde vermutlich im Winter 1943/44 beziehungsweise Anfang 1944 erreicht. Eine kleine Anzahl dieser Maschinen erhielt je zwei Unterflügelstationen mit 37-mm-Kanonen NS-37. Obgleich diese Kanonen bis zu 48 mm Panzerstahl durchschlagen konnten, was für die deutschen Panzerkräfte, vor allem bei Attacken gegen hintere Fahrzeugbereiche und die Decken der Panzer, ein erhebliches Bedrohungsmoment darstellte, setzte sich dieses Konzept nicht durch, da die sowjetischen Konstrukteure panzerbrechenden Raketen und Bomben den Vorzug einräumten.
Erfolgreiche Il-2-Piloten des Zweiten Weltkrieges waren unter anderem die zweifachen Helden der Sowjetunion Talgat Begeldinow (über 300 Einsätze), Iwan Pawlow (250), Grigori Siwkow (243), Michail Bondarenko (230), Anatoli Brandis (228), Nikolai Semjeiko (227), Alexander Jefimow (222) und Leonid Beda (213). Auch der spätere Kosmonaut Georgi Beregowoi flog 185 Kampfeinsätze mit der Il-2.
Als Angriffsflugzeug war die Il-2 nur eingeschränkt effektiv. So zeigte sich, dass ein gezielter Angriff mit hohen Sturzwinkeln gegen kleine Ziele nicht möglich war. Deshalb blieb nur der Anflug in 400 bis 1000 m Höhe und ein Waffeneinsatz mit flachen Winkeln bis maximal 30°. Ein Anflug in geringer Höhe mit hoher Geschwindigkeit brachte keine hohe Trefferquote, da das Visier recht simpel war. Es bestand nur aus einem festen Fadenkreuz auf einer Glasplatte hinter der Frontscheibe, welche durch Höhenverstellung auf die individuelle Körpergröße des Piloten anzupassen war. Dazu kam, dass der Kanoneneinsatz zu starken Vibrationen und damit zu ungenauen Schießergebnissen führte. So war nur der Angriff gegen Flächenziele und in größeren Verbänden sinnvoll, wobei letzteres erst 1944 ausgeführt wurde. Hier führte diese Taktik insbesondere gegen deutsche Versorgungs- oder Rückzugskolonnen zu verheerenden deutschen Verlusten, was zum Beispiel am 28. Juni zu einem allgemeinen Chaos und zum Tod der drei Korps-Kommandeure Georg Pfeiffer, Robert Martinek und Otto Schünemann innerhalb weniger Stunden führte.
Die Il-2 war laut einer Quelle wenig effektiv in der Bekämpfung von Panzern und anderen Bodenzielen. So wirkten die anfangs vorrangig eingesetzten FAB-100-Bomben nur bei Einschlag weniger als 5 m vom Panzer entfernt, was durch das mangelhafte Visier schwierig war. Auch die Kanonen und ungelenkten Raketen konnten die Panzerung von deutschen Panzern kaum durchschlagen. Dazu kam noch die geringe Trefferquote, die selbst unter Schießplatzbedingungen nur bei 3 % für die SchWAK und 10 % für die WJa lag, und die fehlende Funkausrüstung der Flugzeuge, die eine Abstimmung der Flugzeuge untereinander und ihre Leitung vom Boden verhinderte. Nur in Ausnahmefällen wie beispielsweise anfangs während der Schlacht um Kursk durch erstmaligen Einsatz von panzerbrechenden Bombenkassetten, die eine Fläche von 30 m × 100 m abdeckten, gab es gute Ergebnisse. Dabei wurden nach Aussagen der Flugzeugbesatzungen sechs bis acht Panzer pro Angriff zerstört. Nach der Änderung der Gefechtstaktik der Deutschen ging deren Zahl jedoch stark zurück. Jedoch waren auch die Verluste hoch. So gingen bei der Schlacht um Kursk in fünf Tagen 255 Maschinen verloren. Insgesamt verlor die Sowjetunion von 1941 bis 1945 23.600 Maschinen, davon 12.400 im Gefecht, und mehr als 7800 Piloten. Die Verlustquote lag insgesamt bei durchschnittlich 53 Einsätzen bis zum Verlust. Friedrich von Mellenthin berichtet dagegen vom Ausfall zahlreicher Panzer durch Minentreffer und sowjetische „Schlachtbomberangriffe“ in der Kursker Schlacht, bei denen die sowjetische Luftwaffe, ungeachtet der deutschen Luftüberlegenheit mit bemerkenswertem Schneid und Elan operierte.
Am 26. Mai 1943 legten bei einer Offensive gegen den Kuban-Brückenkopf 19 Il-2 erstmals eine Nebelwand vor die eigenen angreifenden Truppen. Dies führte zur Überraschung des Gegners und half beim erfolgreichen Durchbruch durch die 1. Verteidigungslinie. Die gepanzerte Il-2 war optimal für diese Aufgabe.
Die Produktionsangaben aller gebauten Il-2 schwanken von etwa 31.000 bis zu 36.163 Exemplaren.

## Varianten
- Il-2U

Aus der einsitzigen Version entwickelte zweisitzige Schulausführung (Utschebny samoljot) von 1942, auch als UIl-2 bezeichnet. Bewaffnet war sie mit zwei 23-mm-Kanonen WJa in den Tragflächen, zwei RS-82-Raketen oder 600 kg Bomben.
- Il-2J

Ein Jagdbomber-Konzept von 1943, von welchem aber wegen der zu niedrigen Geschwindigkeit nur Prototypen gebaut wurden, keine Serienproduktion.
- Il-2T

1943 entwickelter Torpedobomber (Torpedonosjez), ausgerüstet mit einem 533-mm-Torpedo unter dem Rumpf statt der üblichen Bewaffnung. Zum Einsatz kam er gegen Schiffe im Schwarzen Meer.
- Il-2ASch-82 (M-82)

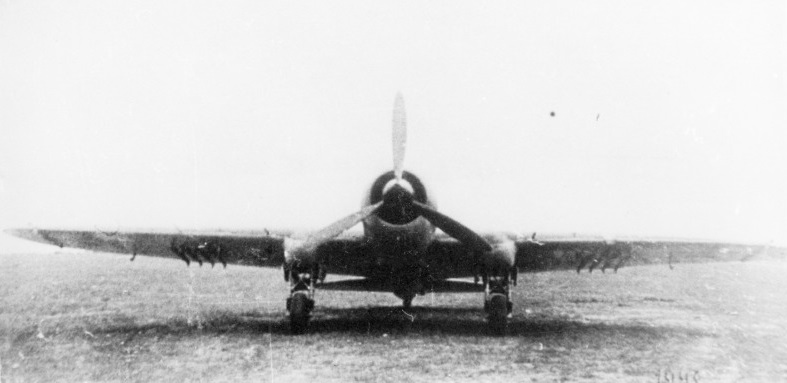
Il-2ASch-82

Eine testweise mit einem Doppelsternmotor ASch-82FN ausgerüstete Il-2M-3. Sie wurde im Winter 1943 getestet, erbrachte aber keine wesentlich besseren Leistungen. Eine Serienfertigung unterblieb deshalb.
- Il-2I

Eine Ausführung als schwerer Jagdbomber/Jäger (Istrebitel) von 1942. Sie bildete das Basismodell für die Weiterentwicklung der Il-2, die einsitzige Il-1, aus der die ebenfalls in großen Stückzahlen gebaute Il-10 entstand.
- Il-8

Eine Weiterentwicklung der Il-2M-3 mit Mikulin-AM-42-Triebwerk mit 2000 PS und Vierblatt-Propeller. Das Hauptfahrwerk fuhr um 90° geschwenkt in die Tragflächen ein. Bewaffnet war sie mit zwei 23-mm-Kanonen WJa, zwei 20-mm-Kanonen SchWAK sowie einem 12,7-mm-MG UBK für den Bordschützen. Zusätzlich konnten 1000 kg Bomben oder wahlweise acht RS-82-/RS-132-Raketen mitgeführt werden. Die Erprobung fand im Frühjahr 1944 statt. Zugunsten der parallel entwickelten Il-10 wurde auf eine Serienproduktion verzichtet.
- Il-16

Konzept einer Weiterentwicklung aus dem Jahr 1945, ebenso mit AM-42-Triebwerk. Wurde ebenfalls zugunsten der Il-10 nicht weiter verfolgt. Vermutlich entstanden drei Exemplare.

## Bewaffnung

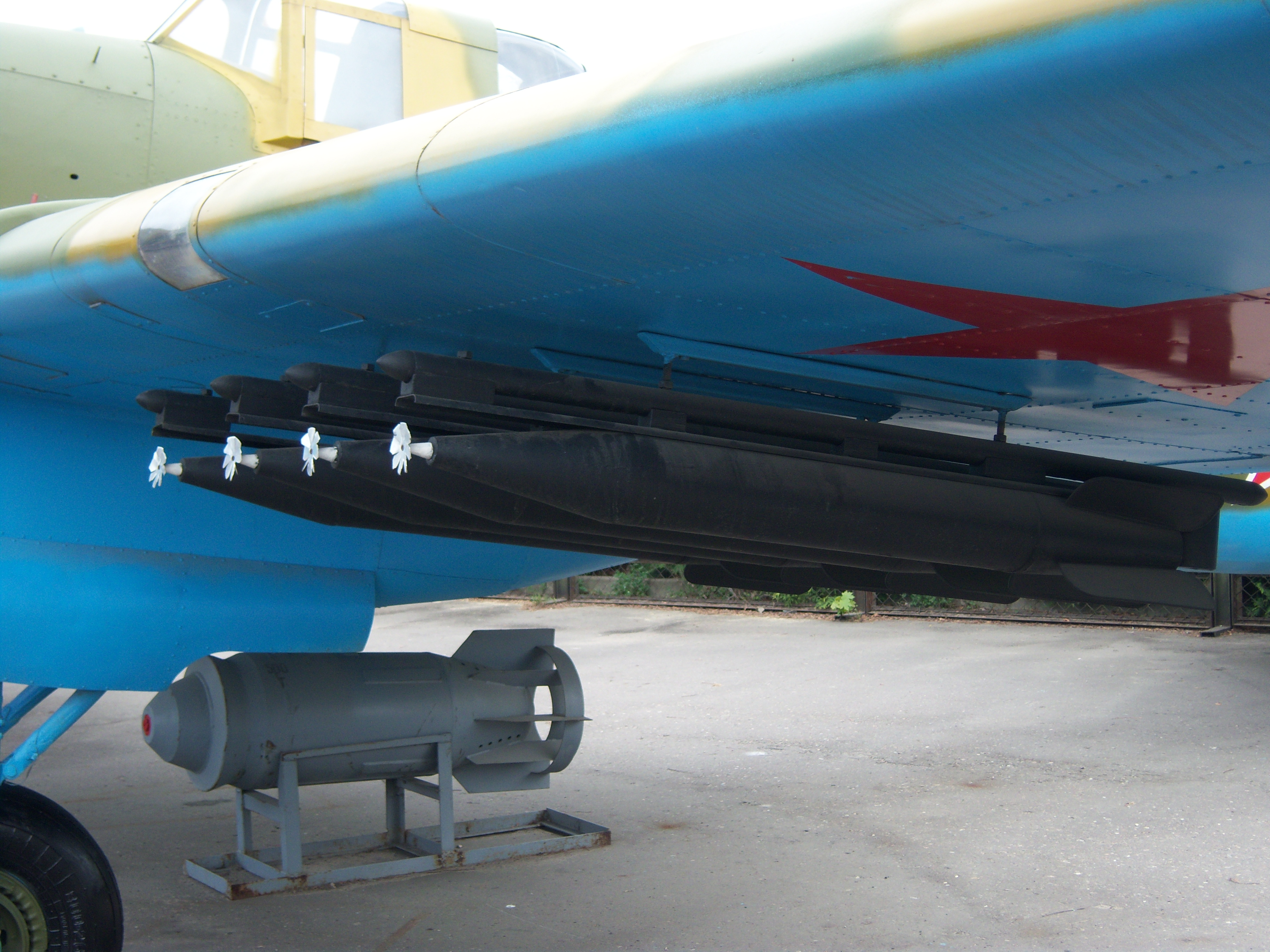
Vier ungelenkte Raketen unter den Tragflächen einer Il-2

Die Bewaffnung bestand aus Maschinengewehren und Bordkanonen der Kaliber 20 mm, 23 mm oder 37 mm (Nudelman-Suranow NS-37) sowie Bomben oder ungelenkten Luft-Boden-Raketen RS-82 und RS-132 (Kaliber 82 mm oder 132 mm). Ab 1943 kam die sehr wirksame Hohlladungsbombe PTAB hinzu, die – in 48er-Kassetten mitgeführt – zur gefürchteten Waffe gegen Panzer wurde, deren Panzerung sie von oben leicht durchschlagen konnte. Ein DAG-10- oder DAG-5-Granatwerfer im Heck schoss 2 kg schwere Granaten an einem Fallschirm in die Flugbahn eines von hinten angreifenden Gegners.
Die Il-2 konnte auch mit 150 Brandbomben ASh-2 bewaffnet werden. Diese waren kleine Blechkugeln mit jeweils 1 Liter Brandflüssigkeit, die sich beim Aufschlag entzündete.

## Sonstiges
- Die Il-2 hatte die niedrigste Verlustrate aller sowjetischen Flugzeugtypen im Zweiten Weltkrieg.
- Die Il-2 war wegen ihrer Feuerkraft bei den deutschen Truppen berüchtigt, die ihr den Namen „Eiserner Gustav“ gaben. Bei den russischen Truppen wurde sie auch als „Fliegender Panzer“ (Летающий танк) oder „Bucklige“ (Горбатый) bezeichnet.
- Von deutschen Truppen wurden über 100 Il-2 erbeutet. Sie wurden jedoch nur getestet und nicht eingesetzt, da das Flugzeug von der Luftwaffe als für den Piloten gefährlich eingestuft wurde, weil es keinen technischen Normen entsprach. Finnland erhielt bis 1944 bevorzugt sowjetische Beuteflugzeuge, verwendete die Il-2 aber auch nicht.

## Erhaltene Exemplare

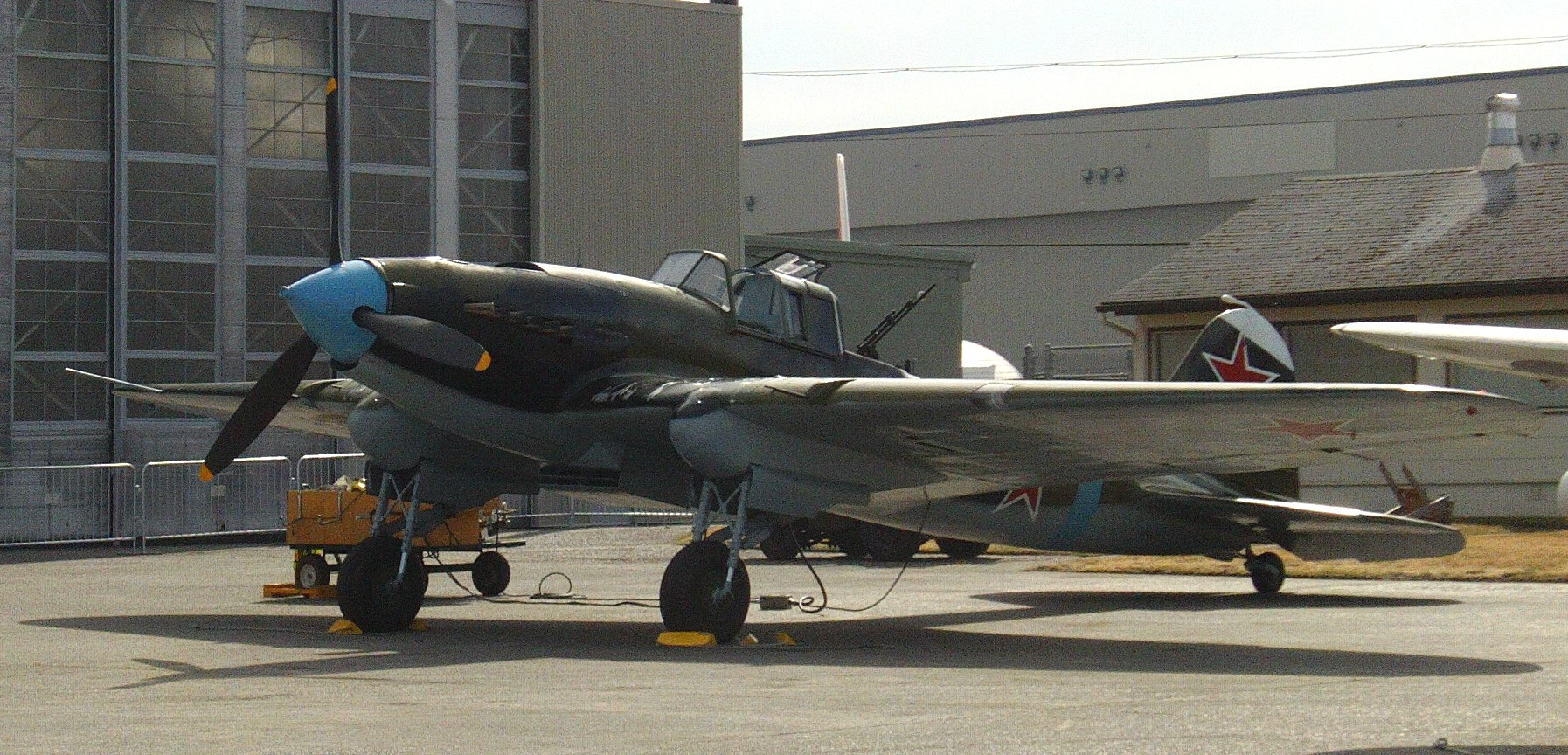
Flugfähige Il-2M3 der Flying Heritage Collection

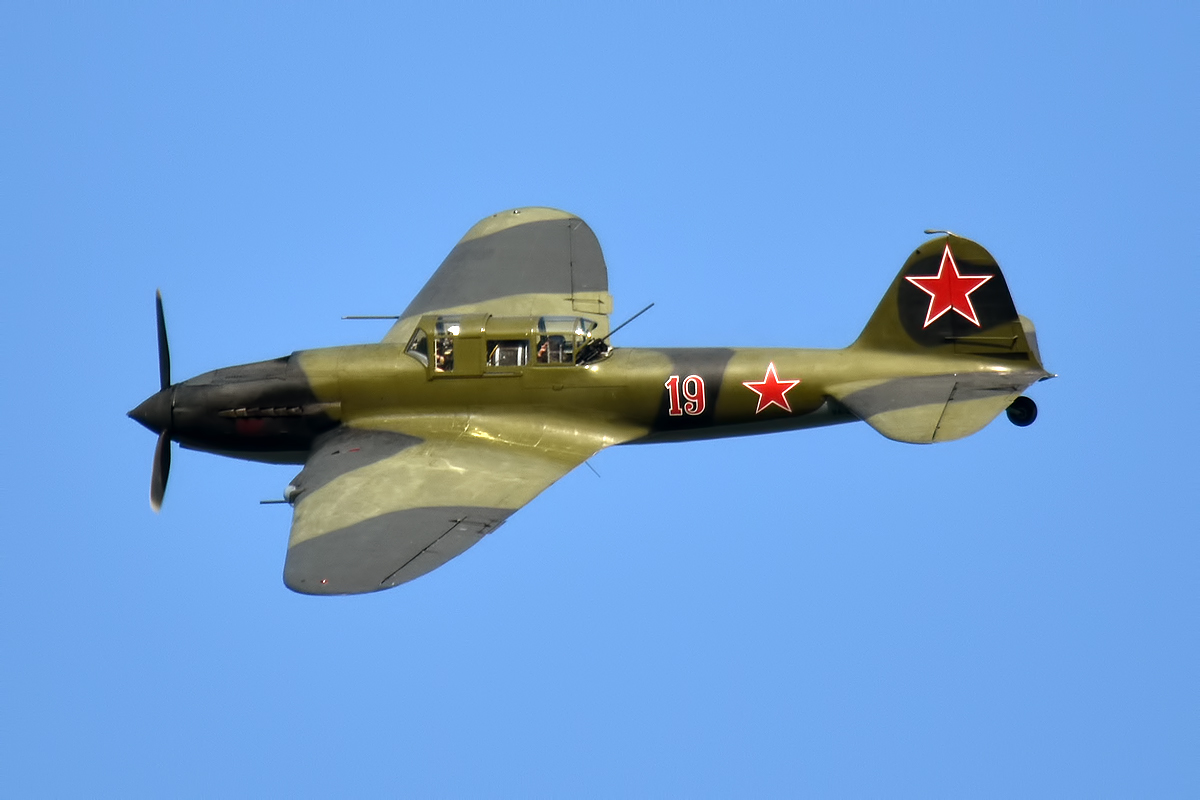
Flugfähige, in Russland beheimatete Il-2M3

Obwohl die Il-2 in sehr großer Zahl gebaut worden ist, sind heute nur noch wenige Exemplare, meist flugunfähig, erhalten geblieben. So verfügen die Luftfahrtmuseen in Monino (Russland), Warschau (Polen), Belgrad (Serbien), Prag, Peking (China)  und Kirkenes im Varanger Museum (Norwegen) über je eine Il-2.
Eine von zwei noch fliegenden Il-2 wurde in den 2000er-Jahren als Wrack aus einem Sumpf bei Pekow geborgen und in sechsjähriger Arbeit in Nowosibirsk restauriert. Sie flog erstmals am 24. September 2011 und ist mit einem V-1710-Triebwerk anstelle des AM-38-Originalmotors ausgerüstet. Stationiert ist sie auf dem Flughafen Everett und wird im Rahmen von Paul Allens Flying Heritage Collection vorgeflogen.
Eine weitere Il-2, die zum 46. Schlachtfliegerregiment gehörte, wurde am 25. November 1943 bei Kampfhandlungen beschädigt und musste auf einem vereisten See nahe Murmansk notlanden, in dem sie bei der Schneeschmelze versank. Sie wurde 2012 geborgen und restauriert. Sie erhielt ebenfalls einen Allison-Motor und startete am 16. Juni 2017 zu ihrem zweiten Jungfernflug.
Im August 2018 wurde aus einem See bei Murmansk aus 18 Metern Tiefe eine Il-2 der frühen, einsitzigen Version geborgen, die nach einem Angriff auf den Flugplatz Luostari am 22. August 1943 notlanden musste und versank. Auch dieses Flugzeug soll flugfähig restauriert werden.

## Technische Daten

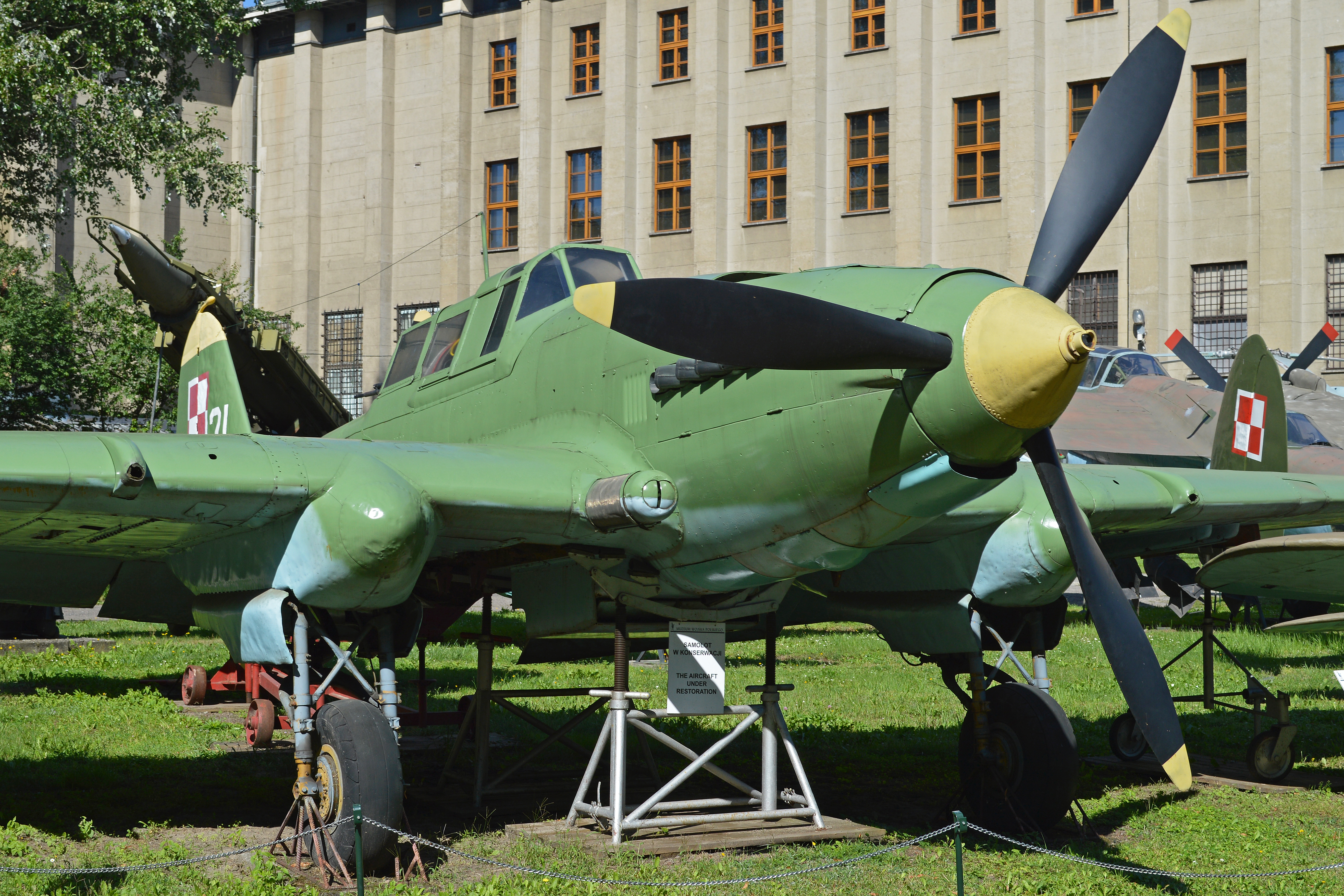
Bugansicht einer Il-2M3 mit polnischen Markierungen, Warschau 2013

Dreiseitenansicht der Il-2M3

| Kenngröße             | Daten |
| --------------------- | --- |
| Besatzung             | 2 |
| Länge                 | 11,65 m |
| Spannweite            | 14,60 m |
| Höhe                  | 4,17 m |
| Flügelfläche          | 38,50 m² |
| Flügelstreckung       | 5,5 |
| Leermasse             | 4525 kg |
| max. Startmasse       | 6360 kg |
| Triebwerk             | ein Mikulin AM-38F mit 1.720 PS (1.265 kW) |
| Höchstgeschwindigkeit | 410 km/h in 1500 m Höhe |
| Reichweite            | 765 km |
| Dienstgipfelhöhe      | 4525 m |
| Bewaffnung            | zwei 23-mm-MK WJa zwei 7,62-mm-MG SchKAS ein Bordschützen-MG UBT Kaliber 12,7 × 108 mm; DAG-5-/DAG-10-Granatwerfer im Heck; Brandbomben ASh-2 und ASh-4 |
| Waffenlast            | bis zu 600 kg Bomben (6 × 50 kg, 6 × 100 kg oder 2 × 250 kg); acht RS-82-Raketen oder vier RS-132-Raketen; vier Bombenkassetten zu je 48 PTABs          |